# Gunnar Myrdal
Pour les articles homonymes, voir Myrdal (homonymie).
Gunnar Myrdal – Gagnef, 6 décembre 1898 - Danderyd, 17 mai 1987  –, économiste suédois et lauréat du Prix de la Banque de Suède en 1974 (en même temps que Friedrich Hayek).

## Biographie
En 1944, il publie un rapport sur le statut des Noirs aux États-Unis (An American Dilemma). Son autre contribution majeure traite des conditions économiques de l'Asie du Sud-Est (Asian Drama). Il est particulièrement pessimiste à propos d'un éventuel développement de l'Asie.
Sa femme, la militante, diplomate et femme politique Alva Reimer Myrdal, s'est vu décerner le prix Nobel de la paix en 1982 pour son œuvre en faveur du désarmement, en même temps que Alfonso García Robles.
Il est député à partir de 1933 puis entre 1945 et 1947. Il est ministre du Commerce extérieur dans le gouvernement de Tage Erlander.
Son livre Le Dilemme américain (1944), évoquant la question des Noirs aux États-Unis, inspire directement Simone de Beauvoir à écrire Le Deuxième Sexe (1949), traitant en profondeur de la condition féminine.

## Conception de l'économie morale
De formation intellectuelle marquée par les enseignements de Knut Wicksell, Eli Heckscher et Gustav Cassel, Gunnar Myrdal soutient sa thèse intitulée « Le problème de la formation des prix et le changement économique » en 1927. Myrdal aurait pu être un économiste orthodoxe mais son analyse institutionnaliste le classe dans les hétérodoxes sociaux démocrates. Figure de « l'école suédoise » (« école de Stockholm ») ses travaux serviront à une analyse dynamique de l'équilibre général, dont se servira John Hicks dans Value and Capital (1939). Myrdal exprime des résultats voisins de ceux de John Maynard Keynes. Ses thèses exposées dans L’Équilibre monétaire attirent la bienveillance des économistes néoclassiques et furent prolongées par le « courant de la synthèse » entre néoclassiques et keynésiens.
Son adhésion à l'institutionnalisme s'effectue dans les années 1930, période au cours de laquelle il s'engage dans la vie politique avec sa femme, Alva Myrdal, et oriente ses travaux vers l'étude des problèmes sociaux. Ils adhèrent en 1931 au Parti social-démocrate et entreprennent ensemble des recherches sur les problèmes démographiques et de logement. Ils publient en 1934 État critique du problème démographique, dans lequel est préconisé le développement de réformes sociales natalistes, lesquelles influenceront fortement les politiques sociales suédoises. À cette même période, Myrdal, membre d'un comité sur le chômage, rédige Les Effets économiques de la politique fiscale (1934). Ces différents travaux témoignent d'une volonté de répondre aux nouveaux enjeux de l'époque, marquée par la crise de 1929.
Gunnar Myrdal incarne l'économiste soucieux de travailler en interdisciplinarité (science politique, sociologie, économie) afin de magnifier une science morale contribuant au bien-être par l'intervention de l’État.

## Publications

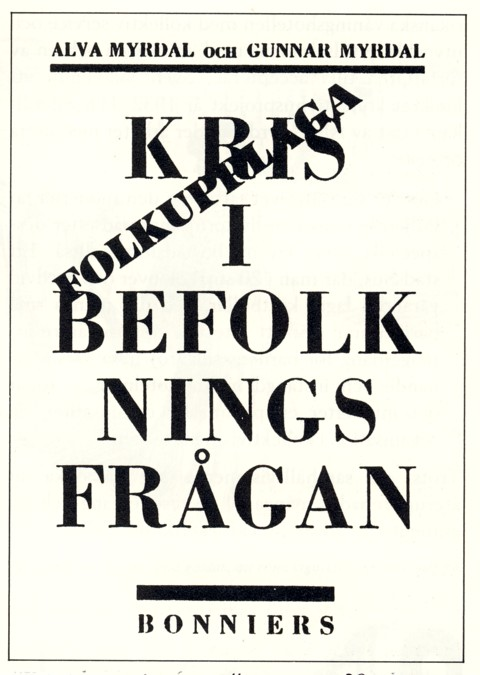
Couverture du livre Kris i befolkningsfrågan.

- Kris i Befolkningsfrågan (La question de la population en crise ; en anglais «  The Crisis in the Population »), 1934, avec Alva Reimer Myrdal
- An American Dilemma: The Negro Problem and Modern Democracy, 1944
- Asian Drama: An Inquiry into the Poverty of Nations, 1968
- Economics of an Improved Environment, World Development, vol. 1, n° 2, 1973, p. 102-114.

## Prix et récompenses
- Prix de la paix d'Allemagne de l'Ouest (West German Peace Prize), 1970, conjointement avec Alva Reimer Myrdal[2]
- Prix de la Banque de Suède en 1974, conjointement avec Friedrich Hayek